# Oltbogát
Oltbogát (románul: Bogata Olteană) falu  Romániában, Erdélyben, Brassó megyében.

## Fekvése
Olthévíztől délkeletre, az Olt bal partján fekvő település.

## Története
Oltbogát nevét 1337-ben említette először oklevél Bogath néven. További névváltozatai: 1600-ban Bogát, 1760–1762 között Olt-Bogáth, 1808-ban Bogát, 1861-ben Olt Bogáth, 1888-ban Olt-Bogát, 1913-ban Oltbogát.
Nevezetességei közé tartozik a Brassóba vezető út mellett fekvő Bogáti erdő.
A trianoni békeszerződés előtt a Halmi járáshoz tartozott. 411 lakosából 302 román, 23 magyar és cigány volt.

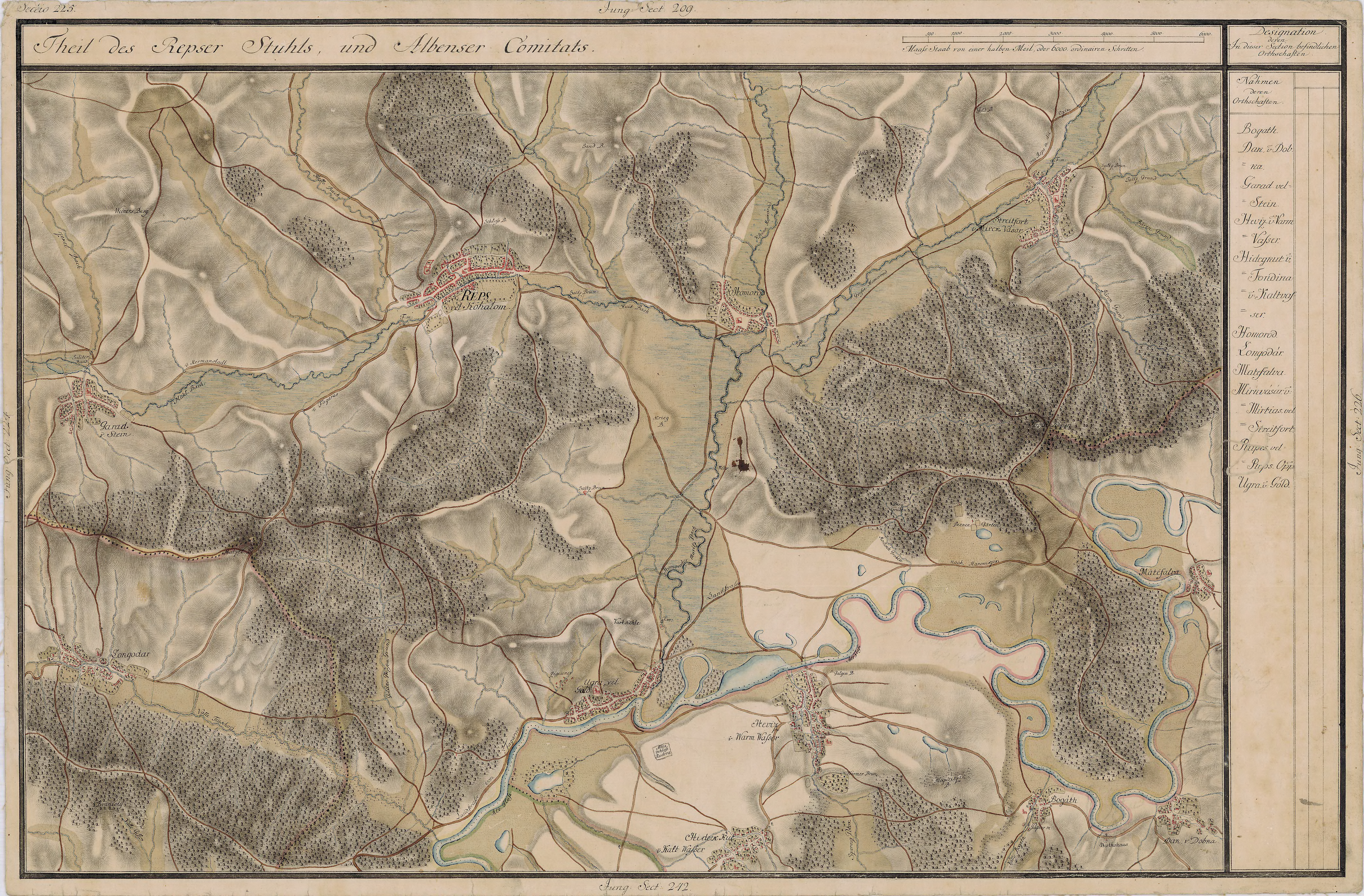
Oltbogát egy régi térképen